# Babura
Babura è una città della Repubblica Federale della Nigeria appartenente allo Stato di Jigawa. È capoluogo dell'omonima area a governo locale (local government area) che si estende su una superficie di 992 km² e conta una popolazione di 20.810 abitanti.